# Términos alternativos para el software libre
Los términos alternativos para el software libre, como código abierto, Software libre y de código abierto (FOSS por sus siglas en inglés) y FLOSS han sido motivo de controversia entre los usuarios de este tipo de software desde finales de los años 90. Acuñado en 1983 por Richard Stallman, "software libre" se usa para describir el software que se puede usar, modificar y redistribuir con poca o ninguna restricción. Dichas libertades se describen formalmente en la definición de Software Libre, publicado por primera vez en febrero del 1986.
Se buscaron alternativas al término "software libre"  por motivos de marketing y por una actitud percibida como “moralizante y confrontacional” que había sido asociada con dicha expresión. Además, en inglés, “free” significa tanto libre como gratis, y dicha ambigüedad era vista como negativa para los negocios. En 1998, en una sesión estratégica que tuvo lugar en California, Todd Anderson, Larry Augustin, Jon Hall, Sam Ockman, Christine Peterson y Eric S. Raymond seleccionaron el término "software de código abierto". Richard Stallman no había sido invitado.  La sesión fue organizada en respuesta al anuncio que realizó Netscape en enero de 1998 de un lanzamiento de código abierto para Navigator (Mozilla).
Tanto “software libre” como “software de código abierto” tiene admiradores y críticos. Otros términos han sido propuestos, en parte por el fracaso de no haber conseguido adoptar un único término específico. Entre los mismos se incluyen cambiar en inglés la palabra free por la palabra "libre" del español (libre software), "FLOSS" (free/libre and open-source software), y “FOSS” (o F/OSS, free and open-source software). Todos estos términos comparten unos criterios de licencia y prácticas de desarrollo casi idénticos.

## FOSS y F/OSS
El primer uso de la expresión FOSS en Usenet fue en un post del 18 de marzo de 1998, un mes después de que fuese acuñado el término "código abierto". En febrero de 2002, “F/OSS” apareció en un newsgroup de Usenet dedicado a videojuegos de Amiga. A principios del 2002, MITRE utilizó el término FOSS en lo que en 2003 sería su informe “Use of Free and Open Source Software (FOSS) in the U.S. Department of Defense”.

## Software libre
"Software libre" fue utilizado por primera vez (en un contexto anglosajón) en el año 2000 por la Comisión Europea debido a que la palabra "libre", tomada del Español o Francés evita la confusión del término inglés "free".

## FLOSS
FLOSS fue usado en 2001 como un acrónimo de un proyecto de Rishab Aiyer Ghosh. Ese mismo año la Comisión Europea (EC) usó la frase cuando subvencionaron un estudio sobre el tema.
Al contrario que "libre software", cuyo objetivo era resolver el problema de la ambigüedad, el objetivo de "FLOSS" era intentar evitar posicionarse en el debate sobre si era mejor decir "software libre" o "software de código abierto".
Los que proponen el término señalan que partes del acrónimo FLOSS se pueden traducir a otros idiomas. Por ejemplo, la “F” (free en inglés o frei en alemán), la “L” (libre en español y francés, livre en portugués o libero en italiano). Sin embargo este término no se suele utilizar en documentos oficiales de países donde el inglés no es un idioma oficial, pues el problema de la ambigüedad no está presente en los mismos.
A finales de 2004, el acrónimo FLOSS se había utilizado en documentos oficiales escritos en inglés emitidos por Sudáfrica, España y Brasil.
Richard Stallman reconoce el término para referirse a “open source” y “free software”  sin tener que escoger uno de los bandos. Sin embargo, le pide a la gente que considere apoyar el bando de "free/libre software". Asimismo, ha sugerido como un reemplazo apropiado y sin ambigüedad la expresión "software sin restricciones" (unfettered software), pero no lo presiona demasiado porque hay mucha inercia y esfuerzo detrás del término “free software”.

## Autoría y asociación
Ninguno de estos términos, y ni siquiera “free software” han sido registrados como marcas. Bruce Perens de OSI intentó registrar “open source” como una Service mark para OSI en los EE. UU., pero no cumplía los estándares relevantes de especificidad. OSI afirma que “OSI Certified” es una marca suya, y aplicó al registro, pero no completó el papeleo. La oficina de patentes de Estados Unidos lo ha etiquetado como “abandonado”.
Mientras que el término “free software” se ha asociado con la definición de FSF y el término “open source software” se asocia con la definición de OSI, los otros términos no han sido reclamadas por ningún grupo en particular. Las definiciones de FSF y OSI están escritas de forma muy distinta, pero la de OSI está basada en la de FSF y el conjunto de software que cubren es casi idéntico.
Todos los términos se usan de forma equivalente y la elección de cual usar es básicamente política (queriendo apoyar a un grupo concreto) o práctica (pensando que uno de los términos es más claro).

## Licencias
La elección de un término u otro tiene muy poco impacto (o ninguno) a la hora de determinar qué licencias son válidas. La mayoría del software al que se refieren estos términos se distribuyen bajo un pequeño conjunto de licencias, las cuales son aceptadas sin ambigüedad por los varios guardianas de los términos. El 50-70% de este software está bajo la GNU General Public Licence, y la mayoría del resto bajo los términos de la GNU Lesser General Public License, las BSD licences, la Mozilla Public License, la MIT License y la Apache License, cada una de ellas poseyendo entre el 2% y el 10% del total.
La Fundación del Software libre (FSF), y la Iniciativa de Código Abierto (OSI) publican cada una listas de licencias que reconocen que cumplen sus definiciones de “free software” y “open-source software” respectivamente.
- Lista de licencias aprobadas de FSF
- Lista de licencias aprobadas de OSI

Aparte de estas dos organizaciones, el proyecto Debian proporciona información útil sobre si una licencia concreta cumple sus guías para el software libre. Debian no publica una lista de licencias “aprobadas”, pero sus juicios se pueden seguir mediante la comprobación de qué licencias se usan en el software que permiten en su distribución.  Además, el Proyecto Fedora proporciona una lista de licencias aprobadas (para Fedora) basadas en su aprobación por la FSF, la OSI y consultas con Red Hat Legal.

### Free Software
La definición del software libre de Richard Stallman, adoptada por la FSF está basada en la libertad y no en el precio. La publicación más antigua que se conoce de su idea del software libre fue en la edición de febrero de 1986 del Boletín GNU de la FSF. La fuente canónica para el documento está en la sección de filosofía de la web del Proyecto GNU. Está publicada ahí en 39 idiomas (abril de 2008).

### Open Source
La definición de Open Source se usa por la OSI para determinar si una licencia de software es merecedora de la insignia de la organización para el software de código abierto. La definición se basó en las Debian Free Software Guidelines, escritas y adaptadas principalmente por Bruce Perens.  Perens no basó su escrito en las cuatro libertades del software libre de la FSF, que sólo fueron publicadas en la web más adelante.

### FOSS
El primer uso de la expresión “free open-source software” en Usenet fue en un post del 18 de marzo de 1998, un mes después de que fuese acuñado el término “open source”. En febrero de 2002, “F/OSS” apareció en un newsgroup de Usenet dedicado a videojuegos de Amiga. A principios del 2002, MITRE utilizó el término “FOSS” en lo que en 2003 sería su informe “Use of Free and Open Source Software (FOSS) in the U.S. Department of Defense”.

### FLOSS
FLOSS fue usado en 2001 como un acrónimo de un proyecto de Rishab Aiyer Ghosh. Ese mismo año la Comisión Europea usó la frase cuando subvencionaron un estudio sobre el tema.
Al contrario que “libre software”, cuyo objetivo era resolver el problema de la ambigüedad, el objetivo de “FLOSS” era intentar evitar posicionarse en el debate sobre si era mejor decir “free software” o “open-source software”.
Los que proponen el término señalan que partes del acrónimo FLOSS se pueden traducir a otros idiomas. Por ejemplo, la “F” (free en inglés o frei en alemán), la “L” (libre en español y francés, livre en portugués o libero en italiano). Sin embargo este término no se suele utilizar en documentos oficiales de países donde el inglés no es un idioma oficial, pues el problema de la ambigüedad no está presente en los mismos.
A finales de 2004, el acrónimo FLOSS se había utilizado en documentos oficiales escritos en inglés emitidos por Sudáfrica, España y Brasil.
Los términos “FLOSS” y “FOSS” han sido ampliamente criticados por ser contraproducentes y sonar de forma extraña. Por ejemplo, Eric Raymond, cofundador de la OSI, ha dicho:

"Hasta donde puedo imaginar... la gente piensa que están posicionándose ideológicamente... si escogen el término 'código abierto' o 'free software'. Hablando como aquel que promulgó 'código abierto' para abolir las pifias de marketing asociadas con el término 'free software', creo que 'free software' es menos malo que 'FLOSS'. Que alguien, por favor, dispare a este pobre acrónimo a la cabeza y le ponga fin a su miseria."

Raymond cita al programador Rick Moen diciendo:

"Continúo encontrado difícil tomarse en serio a cualquiera que adopta un acrónimo tan insoportablemente malo y oscuro que parece un acrónimo de ayudas para higiene dental" y "el término no se puede entender sin entender antes tanto los términos 'codigo abierto' y 'free software'."

### Dualismo de FLOSS
La principal diferencia entre "free software" y "código abierto" es filosófica. De acuerdo a la FSF, "Casi todo el software de código abierto es free software. Los dos términos describen casi la misma categoría de software, pero se basan en visiones de valores fundamentalmente distintos."
Asimismo, la OSI considera a muchas licencias de software libre como de código abierto. Esto incluye las últimas versiones de las tres principales licencias de la FSF: la GPL, la LGPL y la AGPL.

### Software de dominio público
También hay una clase de software cubierta por los nombres discutidos en este artículo pero que carece de licencia: software para el cual el código fuente está en el dominio público. El uso de dicho código y, por tanto, de la versión ejecutable, no está restringida por copyright y, por tanto, no necesita de una licencia de software libre para ser software libre. Sin embargo, no todos los países tienen esta forma de dominio público.
Además, para que los distribuidores estén seguros de que el software se lanza al dominio público suelen necesitar ver un escrito que lo confirme. Así que, incluso sin licencia, sigue existiendo una nota escrita sobre la eliminación de restricciones que impone el copyright y esto se podría comparar a un tipo de licencia.